# Friedrich Wilhelm, Duce de Saxa-Meiningen
Friedrich Wilhelm, Duce de Saxa-Meiningen (16 februarie 1679 – 10 martie 1746), a fost Duce de Saxa-Meiningen.

## Biografie
A fost al cincilea fiu al lui Bernhard I, Duce de Saxa-Meiningen și a primei lui soții, Marie Hedwig de Hesse-Darmstadt. Tatăl său a stipulat în testament ca ducatul să nu fie divizat niciodată și să fie guvernat de toți fiii săi, așa că în 1706 ducatul a fost moștenit de Ernst Ludwig, Friedrich Wilhelm și Anton Ulrich. 
Ernst Ludwig, ca fiul cel mare, s-a străduit să stabilească autonomia pentru el și urmașii săi. Imediat după moartea tatălui său, Ernst Ludwig a semnat un contract cu frații săi; aceștia au lăsat guvernarea în mâinile fratelui lor, în schimbul unor stimulente.
Când Ernst Ludwig a murit (1724), Friedrich Wilhelm și Anton Ulrich au preluat guvernarea ducatului în timpul minoratului nepoților lor, până în 1733. După decesul nepotului său, Karl Frederick (1743), el a moștenit ducatul de Saxa-Meiningen.
Friedrich Wilhelm nu s-a căsătorit niciodată și a murit după numai trei ani de domnie. A fost succedat de fratele său vitreg, Anton Ulrich.